# Поход Руси на Царьград (860)
Поход Руси на Константинополь в 860 году — нападение русов на окрестности византийской столицы Константинополя в июне 860 года.
Военный поход известен по византийским, древнерусским и европейским источникам. Описание похода на Константинополь в наиболее ранней древнерусской «Повести временных лет» XIV века  заимствовано из византийской хроники («летописанья греческого») Продолжателя Амартола. Все остальные списки древнерусских летописей, возникших позднее, взяли его из «Повести временных лет» XIV века.

## Обстановка накануне похода
В 860 году Византия вела ожесточённую войну с абассидами в Малой Азии. В марте гарнизон крепости Лулон, имевшей важное стратегическое значение, сдался арабам. В апреле-мае стороны произвели обмен пленными, однако уже в начале июня византийский император Михаил III во главе армии покинул Константинополь для организации вторжения на территорию халифата Аббасидов. Как сообщает Продолжатель Амартола, для охраны города был оставлен эпарх Ориха. В хронике Симеона Логофета говорится, что весть о нападении руси застигла императора у Мавропотама (Чёрной реки). Точно не известно местонахождение этой речки, было несколько рек с похожим названием. Исследователи относят Мавропотам к Каппадокии, области в Малой Азии в 500 км от Константинополя.
Нападение оказалось полной неожиданностью для жителей Константинополя, не ждавших нападения с Чёрного моря. Столица Византии ограждалась двойной высокой стеной со стороны суши. Со стороны пролива Босфор и бухты Золотой рог стена была невысокая. За пределами крепостных стен и на берегах Босфора проживало немало людей, не успевших бежать.
Ошибочное прочтение одной фразы в 1-м издании гомилий Фотия как «мы поработили немногих молотильщиков» привело к появлению гипотезы о том, что нападение русов было вызвано обидами, причиненными неким русским работникам («молотильщикам») в Константинополе. Ошибка была вскоре обнаружена, но продолжает встречаться время от времени в работах историков.

## Поход
Повесть временных лет, а вслед за ней историки долго датировали нападение на Константинополь 866 годом, хотя историк русской церкви Е. Е. Голубинский ещё в 1880-х годах по византийским свидетельствам указывал на 860—861 годы.
В 1894 году бельгийский учёный Франц Кюмон опубликовал обнаруженную им хронику царствования византийских императоров, т. н. Брюссельскую хронику, в которой содержалось упоминание о походе русов и называлась точная дата — 18 июня 860:

«Михаил, сын Феофила [правил] со своею матерью Феодорой четыре года и один — десять лет, и с Василием — один год и четыре месяца. В его царствование 18 июня в 8-й индикт, в лето 6368, на 5-м году его правления пришли Росы на двухстах кораблях, которые предстательством всеславнейшей Богородицы были повержены христианами, полностью побеждены и уничтожены.»

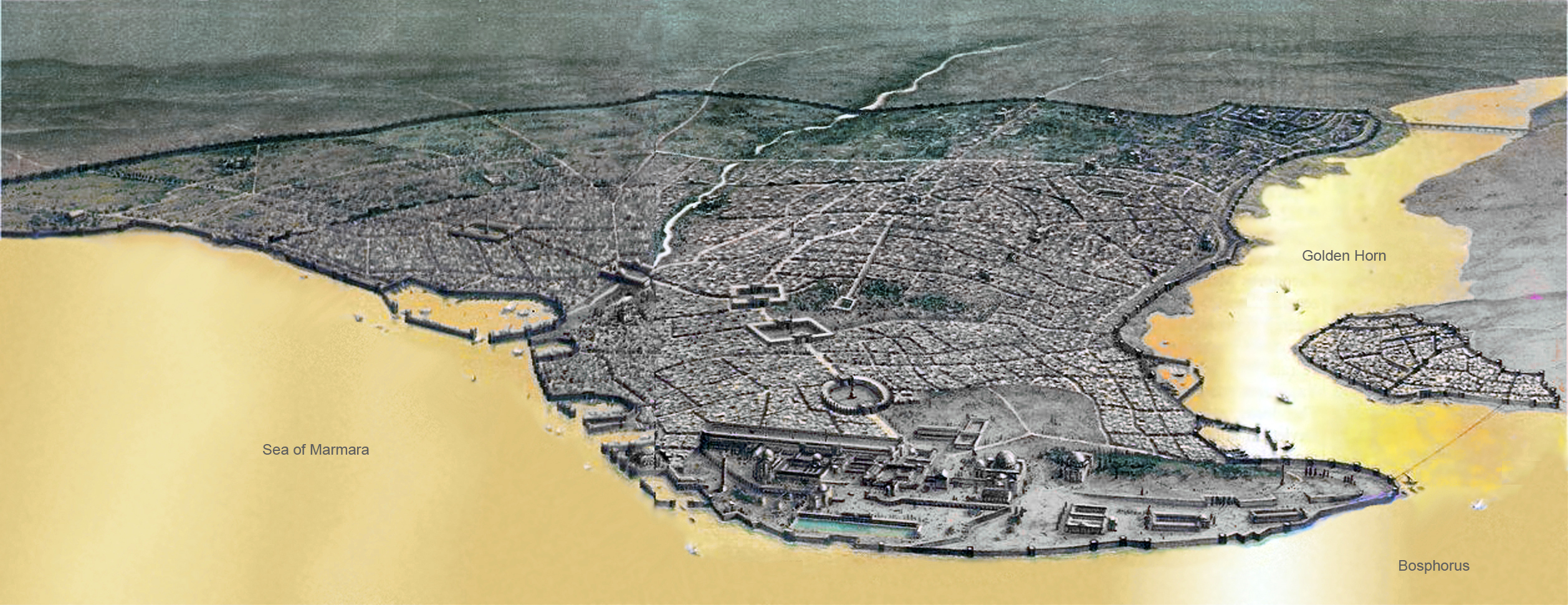
Константинополь во времена Византии с высоты птичьего полёта. Историческая реконструкция

На закате 18 июня 860 около 200 судов русов причалили к берегам Босфора. Иоанн Диакон, посол венецианского дожа Пьетро II Орсеоло и автор «Венецианской хроники», сообщает о 360 кораблях. Кроме количества кораблей русов, итальянский хронист рубежа X—XI веков расходится с византийской хроникой и в оценке итогов набега:

«В это время народ норманнов [Normannorum gentes] на трёхстах шестидесяти кораблях осмелился приблизиться к Константинополю. Но так как они никоим образом не могли нанести ущерб неприступному городу, они дерзко опустошили окрестности, перебив там большое количество народу, и так с триумфом возвратились восвояси [et sic praedicta gens cum triumpho ad propriam regressa est].»

Предположительно эти корабли были довольно большие, способные вместить 30—40 человек, как типичные корабли викингов. Согласно Повести временных лет Вещий Олег, требуя дань с Константинополя, говорил, что у него 40 человек на корабль, и если он мог преувеличить, то никак не преуменьшить. Большего размера корабли русов просто не смогли быть проведены через днепровские пороги или низовья Дона, контролировавшиеся хазарами. Таким образом, общее число русов, участвовавших в набеге, было до 8000.
Появление кораблей было совершенно неожиданно для жителей. Известно, что византийцы использовали передовые для того времени способы оповещения об опасности, вроде цепочки световых маяков, но со стороны Чёрного моря нападения не ждали. Высадившиеся воины начали грабить с вечера и всю ночь пригороды Константинополя, захватывать разбегавшихся в панике людей. Положение осложнялось тем, что Михаил III увёл на войну с арабами даже часть гарнизона. Византийский флот, также не оказавший заметного сопротивления русам, сражался с арабами и норманнами в Эгейском и Средиземном морях.
Византийцы смутно представляли, кто напал на них. Фотий уже в дни осады называл русов «народом с севера», «народом от краев земли». В своей проповеди патриарх Фотий красочно описал нападение русов, которое посчитал карой Господа за грехи жителей:

Ибо те, кому некогда казался невыносимым один лишь слух о ромеях, подняли оружие на саму державу их и потрясали руками,
разъярённые, в надежде захватить царственный град, словно гнездо.
Ведь они разграбили его окрестности,
разорили предместья, свирепо перебили схваченных и безнаказанно окружили весь город —
настолько превознесённые и возвеличенные нашей беспомощностью,
 что жители не смели смотреть на них прямым и бесстрашным взором
и спасшиеся, которые должны были отомстить за попавших в беду,
трусив и испугавшись, обмякли, воображая в страданиях пленников собственное пленение !
И кто, видя все это, не признал бы, что излилась на нас муть из чаши, которую наполнил гнев Господень, вскипевший от наших прегрешений?

Поход русов затронул не только столицу Византии, но также окрестные места, в частности, Принцевы острова в Мраморном море. Опальный константинопольский патриарх Игнатий, находясь в ссылке на одном из островов, едва избежал гибели, как об этом сообщает Никита Пафлогонянин в «Житие патриарха Игнатия», сочинении начала X века:

«В это время запятнанный убийством более, чем кто-либо из скифов, народ, называемый Рос, по Эвксинскому понту придя к Стенону и разорив все селения, все монастыри, теперь уж совершал набеги на находящиеся вблизи Византия [Константинополя] острова, грабя все [драгоценные] сосуды и сокровища, а захватив людей, всех их убивал. Кроме того, в варварском порыве учинив набеги на патриаршие монастыри, они в гневе захватывали все, что ни находили, и схватив там двадцать два благороднейших жителя, на одной корме корабля всех перерубили секирами».

## Отступление Руси
Сохранились тексты гомилий (проповедей), с которыми патриарх Фотий обратился к жителям Константинополя во время его осады русами и вскоре после их отступления. Вторая гомилия предположительно датируется 4 августа, к этому времени русы покинули окрестности города. Фотий сообщает, что нападающие ушли с огромной добычей. Он ничего не говорит о причине ухода русов, рассматривая как чудо, что они не взяли Константинополь:

«Ибо как только облачение Девы обошло стены, варвары, отказавшись от осады, снялись с лагеря, и мы были искуплены от предстоящего плена и удостоились нежданного спасения… Неожиданным оказалось нашествие врагов — нечаянным явилось и отступление их…»

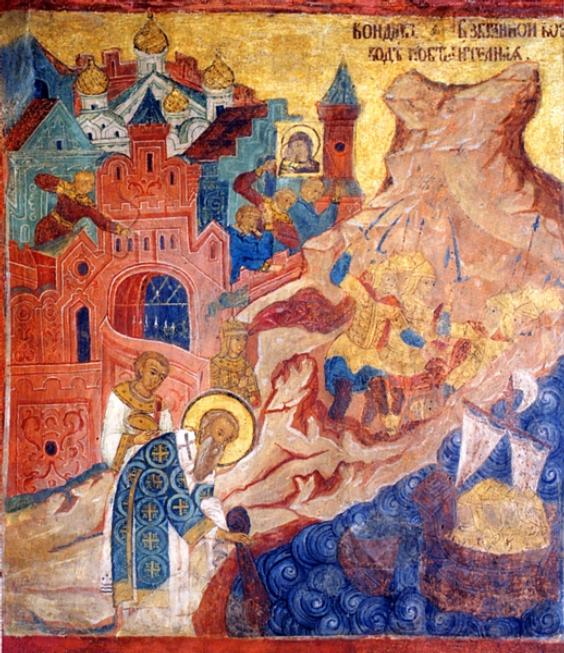
Чудесное спасение Константинополя при помощи ризы Богоматери. Фреска из церкви Ризоположения в Московском Кремле. 1644 год

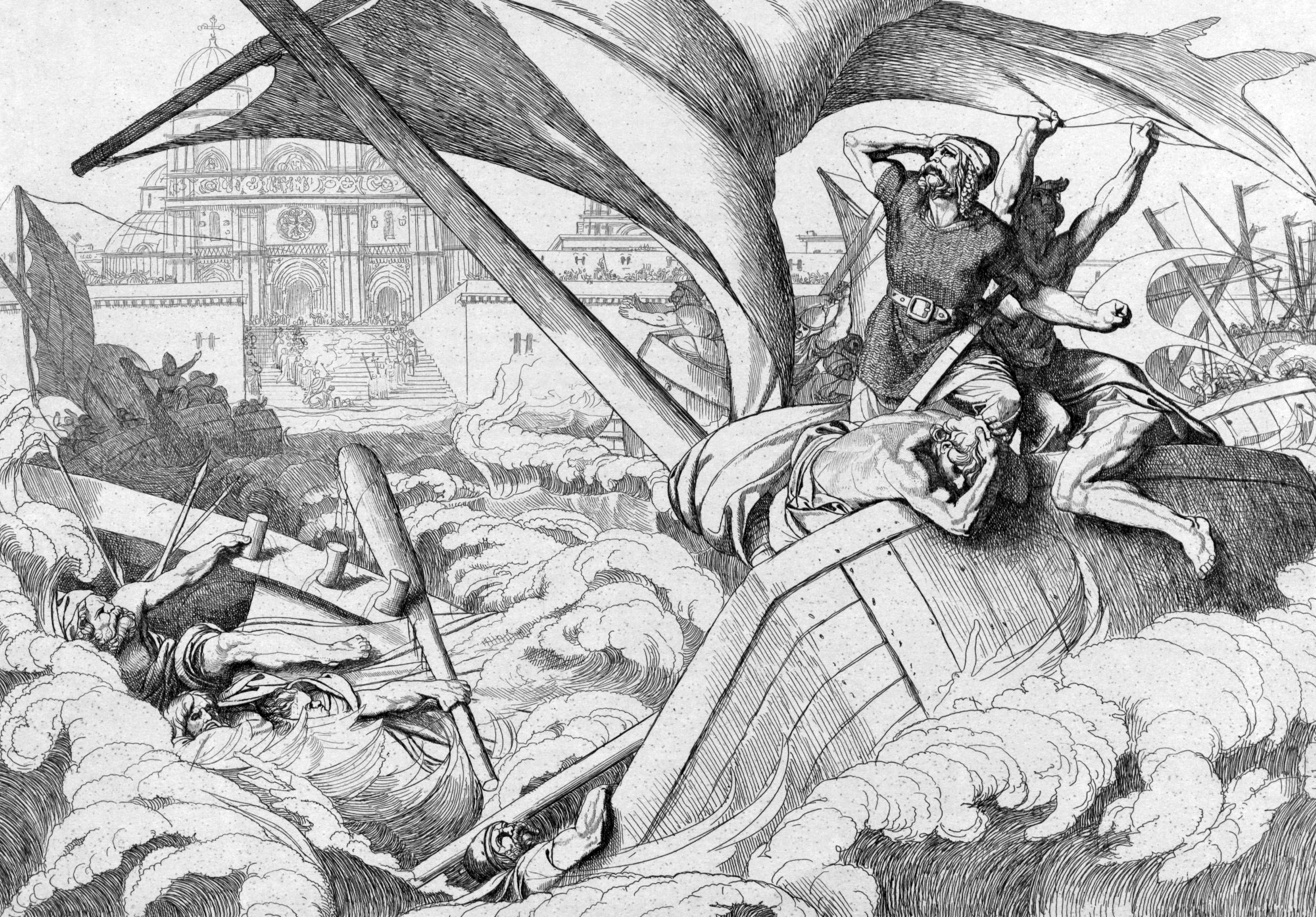
Гибель русского флота под Царьградом. Гравюра Ф. А. Бруни. 1839 год

В то же время Фотий недвусмысленно подчёркивает, что отступление нападающих от Константинополя произошло по инициативе самих русов:

«О, как же все тогда расстроилось, и город едва так сказать, не был поднят на копье! Когда легко было взять его, а жителям невозможно защищаться, то очевидно, от воли неприятеля зависело — пострадать ему или не пострадать … Спасение города находилось в руках врагов и сохранение его зависело от их великодушия … город не взят по их милости и присоединенное к страданию бесславие от этого великодушия усиливает болезненное чувство пленения.»

Более поздние авторы, такие как продолжатель хроники Георгия Амартола, Лев Грамматик и Феодосий Мелитенский, сообщают, что Михаил III быстро без войска вернулся в столицу, «едва пробравшись», и вместе с Фотием вознёс молитвы к Богу, погрузил мафорий Богоматери в море. Внезапно поднялась сильная буря и разметала суда русов, после чего те бежали. Эту легенду повторяют ещё более поздние «Брюссельская хроника» и «Повесть временных лет».
С другой стороны, Фотий, очевидец и участник событий, не сообщает о возвращении императора в осаждённую столицу, что напрочь исключает подобный вариант развития событий, но зато говорит о спокойном море. Письмо от 28 сентября 865 папы Николая I императору Михаилу III содержит упоминание о недавнем разграблении окрестностей Константинополя язычниками (pagani), которые ушли, избежав всякой мести (nulla fit ultio). В «Венецианской хронике» Иоанна Диакона, не заинтересованного в прославлении византийской церкви и императора, нападающие (normanorum gentes) «вернулись с триумфом» (triumpho ad propriam regressa est). Продолжатель Феофана в «Жизнеописании императора Василия» называет народ росов «неодолимым», обращаясь к крещению русов вскоре после набега 860 года. Рассказ о чудесном наказании русов, таким образом, оказывается не более чем благочестивой фантазией византийских хронистов.
Причины ухода русов неизвестны. Историки выдвигают разные версии: либо русы опасались подхода византийской армии, либо просто не желали втягиваться в осаду, удовлетворившись богатой добычей, либо надеялись заключить выгодный торговый договор с империей.
По некоторым версиям, легендарный победоносный поход Вещего Олега на Царьград в 907 году, известный только по «Повести временных лет», но не упомянутый никакими другими источниками, мог отражать воспоминания об успехе набега 860 года.
Седов В. В. в своей концепции «Русского каганата» предположил, что это могло быть связано с безуспешной миссией русского посольства в Константинополь в 838 году.

## Заключение мира, первое крещение Руси
О посольстве русов в Константинополь вскоре после похода известно из окружного послания патриарха Фотия восточным патриархам (начало 867) и от продолжателя Феофана. Условия заключённого договора не приводятся, однако оба источника сообщают о желании русов креститься. Фотий удовлетворил это желание и направил к русам епископа:

«… даже для многих многократно знаменитый и всех оставляющий позади в свирепости и кровопролитии, тот самый так называемый народ Рос — те, кто, поработив живших окрест них и оттого чрезмерно возгордившись, подняли руки на саму Ромейскую державу! Но ныне, однако, и они переменили языческую и безбожную веру, в которой пребывали прежде, на чистую и неподдельную религию христиан,… поставив в положение подданных и гостеприимцев вместо недавнего против нас грабежа и великого дерзновения. И при этом столь воспламенило их страстное стремление и рвение к вере … , что приняли они у себя епископа и пастыря и с великим усердием и старанием встречают христианские обряды.»

Продолжатель Феофана содержит ещё один рассказ, составленный в 950-е годы, о крещении русов во времена Василия I (867—886) и патриарха Игнатия (867—877). Согласно ему, уже сами византийцы дарами уговаривают русов принять христианство, глава же русской церкви получает сан архиепископа. Возможная дата крещения в истории Продолжателя Феофана близко соприкасается с возможной датой крещения по Фотию, но если в обоих случаях речь идёт об одном и том же событии, то свидетельство участника крещения патриарха Фотия более достоверно.
В сообщениях о первом крещении русов не приводится, где именно обитал этот народ и кто был их правителем. В церковно-академической среде считается вполне установленным
, что князья Аскольд и Дир c «болярами» и некоторым количеством народа приняли крещение в Киеве от епископа, посланного Константинопольским патриахом Фотием в начале или середине 860-х.
К. Цукерман высказывается против мнения тех исследователей, которые рассматривают сообщения Фотия и Продолжателя Феофана как описывающие одно и то же событие, и предлагает гипотезу, основанную на параллелях в церковной истории Болгарии и Руси. Согласно этой версии, русы, как и болгары, оказались недовольны отсутствием церковной самостоятельности (автокефалии), проявлением чего является то обстоятельство, что глава их церкви имеет лишь епископский, не архиепископский, сан. Недовольство могло быть вызвано также отношением Фотия к ним как к новым подданным Византийской империи. Русы изгнали своего епископа и уже новому императору Василию I и патриарху Игнатию приходится ублажать их подарками и бо́льшей церковной автономией. Точно так же и примерно в это же время болгарский царь Борис I, не добившись автокефалии для своей церкви, прогнал византийское духовенство и пригласил миссионеров римского папы Николая. В 870 Игнатий сумел переманить Болгарию от папы к себе, повысив церковное представительство греческого иерарха до сана архиепископа, что являлось серьёзной политической уступкой. На Руси, вероятно, события развивались подобным же образом.

## Информация о походе в древнерусских летописях

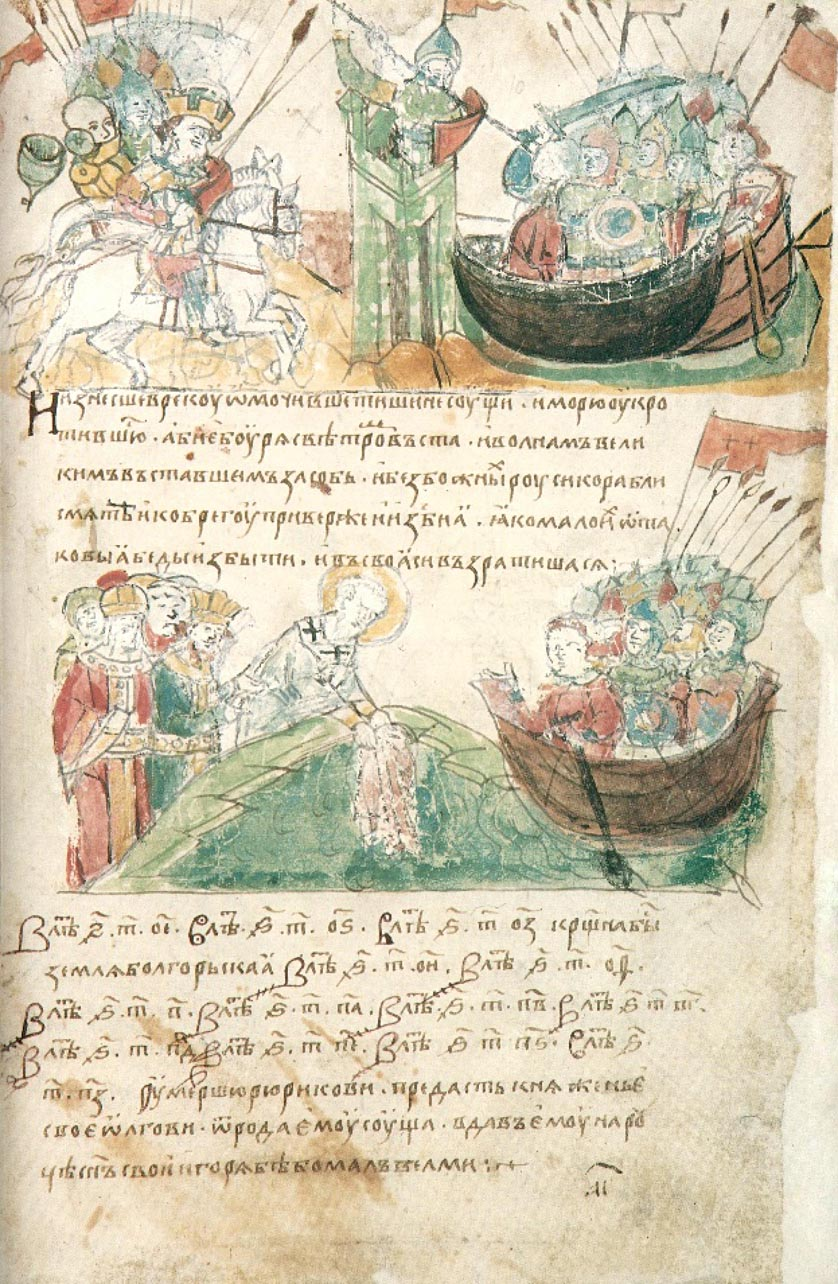
Поход на Царьград Аскольда и Дира в Радзивилловской летописи, конец XV века

В «Повести временных лет» сообщается:

Аскольд же и Дир остались в этом городе, собрали у себя много варягов и стали владеть землею полян. Рюрик же княжил в Новгороде.

[……]

В год 6374 (866). Пошли Аскольд и Дир войной на греков и пришли к ним в 14-й год царствования Михаила. Царь же был в это время в походе на агарян, дошел уже до Чёрной реки, когда епарх прислал ему весть, что русь идет походом на Царьград, и возвратился царь. Эти же вошли внутрь Суда, множество христиан убили и осадили Царьград двумястами кораблей. Царь же с трудом вошел в город и всю ночь молился с патриархом Фотием в церкви святой Богородицы во Влахерне, и вынесли они с песнями божественную ризу святой Богородицы, и смочили в море её полу. Была в это время тишина и море было спокойно, но тут внезапно поднялась буря с ветром, и снова встали огромные волны, разметало корабли безбожных русских, и прибило их к берегу, и переломало, так что немногим из них удалось избегнуть этой беды и вернуться домой.

В Новгородской первой летописи младшего извода даётся такое описание данного набега:
В эти же времена был в Греческой земле цесарь именем Михаил и мать его Ирина, которая провозглашала поклонение иконам в первую неделю поста. При нем Русь пришла на Царьград в кораблях, бесчисленное количество кораблей, а двести их вошло в Суд, причинив грекам много зла и убийства христианам. Цесарь же с патриархом Фотием совершили молитву в церкви святой Богородицы Влахернской на всю ночь. Вынесли также ризу святой Богородицы, омочив в море ее полу. Стояла в то время тишина, и тотчас поднялась буря, и топила корабли русские, и выбрасывала их на берег, и те возвратились восвояси.

«Новгородская первая летопись младшего извода», по убедительному мнению русского языковеда Шахматова, содержит в начальной части сведения из более древней летописи XI века. В описании похода эта летопись не упоминает об участии Аскольда и Дира в нём, равно как и об их связи с Рюриком. На основании этого многие историки предполагают, что сведения «ПВЛ» (написанной в XII веке) об Аскольде и Дире как предводителях похода на Константинополь являются позднейшей вставкой русского летописца, призванной объединить в единое целое разрозненные сведения по древней истории Руси.
Само по себе описание похода на Царьград в древнерусских летописях заимствовано из славянского перевода византийской хроники продолжателя Георгия Амартола. Текст летописи повторяет фантастические детали этого недостоверного позднего источника и радикально противоречит свидетельству очевидца событий — патриарха Фотия. Так, в точности воспроизведён фантастический рассказ о возвращении императора в Константинополь и о буре, якобы уничтожившей «безбожных росов» у стен осаждённого города после совместной молитвы патриарха и императора. Таким образом, у первых русских летописцев конца XI — начала XII веков не сохранилось никаких сведений об обстоятельствах похода IX века. Как заметил К. Цукерман, русские летописцы, воспользовавшись византийским источником (в данном случае, наименее достоверным), превратили успешный поход русов в полное поражение. В первых русских летописях не сохранилось и сведений о крещении руси при Фотии, поскольку это событие не упомянул продолжатель Георгия Амартола.

## Историография
Итальянский историк XV века Флавио Бьондо в сообщении о нападении норманнов на Константинополь в 860 году заметил, что норманны после того вернулись в Британское море (Britannicum mare). Историк-визаентиевед А. А. Васильев обсуждал возможность нападения руси со стороны Средиземного моря, так как арабский учёный конца IX века ал-Якуби, написав о нападении норманнов на испанскую Севилью в 844 году, назвал напавших «ал-маджус, которых именуют ар-рус». Т. М. Калинина, собрав сведения о нападении норманнов на Севилью, предположила, что те русы были скорее всего викингами из Скандинавии, грабившими по всему побережью Западной Европы и проникавшими в Средиземное море через Гибралтар.
Большинство историков придерживается версии, изложенной в древнерусских летописях, так как Никита Пафлогонянин определённо указал, что нападение произошло со стороны Чёрного моря. Фотий в 1-й гомилии назвал напавших врагов Скифами, что как и первое крещение руси указывает на родину русов в Восточной Европе.
Существует также версия, согласно которой «росами» патриарха Фотия и, соответственно, участниками похода 860 года на самом деле были балтийские руги и/или далматинские неретвляне.

### Комментарии
1. ↑  Эпарх — градоначальник Константинополя с широкими полномочиями.

### Тексты первоисточников
- - Предисловие к изданию гомилий и список сокращений
  - Святейшего Фотия, архиепископа Константинопольского, первая гомилия «На нашествие росов»
  - Святейшего Фотия, архиепископа Константинополя, вторая гомилия «На нашествие росов»
- «Повесть временных лет». 866 год. — в переводе Д. С. Лихачева